# オリヴァー・キルヒ
オリヴァー・キルヒ（Oliver Kirch, 1982年8月21日 - ）は、ドイツ・ゾースト出身のサッカー選手。ブンデスリーガ・SCパーダーボルン07所属。ポジションはミッドフィールダーを務め、主に守備的ミッドフィールダーや右ウイングバックを務めることができるが、右サイドバックとしてプレーすることもできる。

## 経歴

### クラブ
キルヒは5歳の時にサッカーを始め、1992年にSUSレーグデンの下部組織に入団。その後、SuSシュタットローンやSpVggフレーデンの下部組織へ移籍し、19歳の時にSCフェールで1シーズンを過ごした。2003年にボルシア・メンヒェングラートバッハとプロ契約を締結し2003-04シーズンには8試合に出場したが、4年間では通算22試合の出場に止まった。
2007年にメンヒェングラートバッハを去り、アルミニア・ビーレフェルトへ移籍すると、2007-08シーズンのリーグデビュー戦でブンデスリーガ初得点を決めた。
2010年に1.FCカイザースラウテルンと3年契約を締結。2012年4月21日に行われたブンデスリーガ第32節、ヘルタ・ベルリン戦において移籍後の初得点を決め2-1の勝利に貢献した。
2012年6月、ボルシア・ドルトムントとの間で2014年6月までの2年契約を締結した。移籍金は推定40万ユーロ。2012年12月に行われたUEFAチャンピオンズリーグ 2012-13グループリーグのマンチェスター・シティFC戦で国際大会デビューを果たし、2014年4月に行われたバイエル・レバークーゼン戦で移籍後初得点を決めた。同年5月20日、ドルトムントとの契約を2016年6月30日まで2年間延長した。
2015年にブンデスリーガ2部のSCパーダーボルン07へ移籍したが
、2016年7月6日にサッカー選手を引退した。

## タイトル

### クラブ
ボルシア・ドルトムント
- DFLスーパーカップ：2回 (2013, 2014)